# シトロエン・オリ
オリ（OLI）はシトロエンの製造したコンセプトカーである。

## 概要
ピックアップトラック型のボディで全長4,200 mm×全幅1,900 mm×全高1,650 mmとなる。
エンブレムに2022年から採用されたCIを初採用。必要なもののみを採用した機能美をコンセプトにしている。フロントドアに左右共通の部品を採用する他、ドア、バンパー、ウインドウ等に軽量な素材を採用して、軽量化や組み立て効率の最適化を図っている。またフロントドアからスピーカーやパワーウインドウをなくすことで、ドア1枚あたり約7 kgの軽量化を実現。また、原価低減や温度上昇防止などの目的でガラス面積を削減する観点から、フロントウインドウは垂直なデザインを採用している。内装にはリサイクル可能な素材を用い、メッシュ素材のシートや洗浄可能なフロアを採用した。リアのピックアップベッドパネルにはリサイクルされた段ボールを使用している。目標車両重量は約1000 kgと軽量設計になっており、総電力量40 kWhの駆動用バッテリーを搭載して一充電あたりの最大航続可能距離400 kmを達成。電池残量20%から80%までの充電にかかる時間は23分となる。走行効率向上のために、最高速度は110 km/hに制限している。これにより、このクラスでは最高のライフサイクルアセスメントを可能にしたという。
また、V2LやV2Gなど、走行以外の機能にも対応する。
OLIという語源は「ALL-E」から来ている。